# Robert Cray
Robert Cray (Columbus, Georgia, 1. kolovoza 1953.) američki je blues gitarist, pjevač, te kantautor i vođa sastava Robert Cray Band.

## Glazbena karijera
Crayova glazbena naobrazba počinje još u dječačkoj dobi kad je učio svirati klavir, a kao 12-godišnjak dolazi u doticaj s gitarom i glazbenom kolekcijom svojih roditelja u kojoj je otkrio glazbene veličine poput Buddyja Guya i Howlin' Wolfa.
Kao srednjoškolac osniva svoj prvi sastav One Way Street. Završetkom srednje škole, obitelj se seli u Eugene, Oregon gdje je počeo svirati po lokalnim blues sastavima pod utjecajem Jimija Hendrixa, Steve Croppera, Beatlesa i Alberta Collinsa. Prvu postavu sastava Robert Cray Band okuplja 1974., a prvi javni nastup imali su 1977. na festivalu bluesa u San Franciscu.
Prvi album Who's Been Talkin'? prošao je bez velikog uspjeha. Sljedeći album Bad Influence zajedno s pjesmom "Phone Booth" biva nagrađen s četiri nagrade Blues Music Awarda, a Cray postaje svjetski priznati glazbenik. Zapažen rad nastavlja i na albumu 
False Accusations, a Strong Persuader dostiže dvostruku platinastu nakladu i pojavljivanje video spotova na glazbenim televizijskim postajama VH1 i MTV, kao i veliko priznanje, nagradu Grammy 1987. kojom je nagrađen i album Showdown!, snimljen zajedno s Albertom Collinsom Johnnyjem Copelandom.
U vremenu manjem od tri godine treći put biva nagrađen Grammyjem, ovoga puta za album Don't Be Afraid of the Dark i to 1988. Zapažen rad nagrađen je još s dva Grammyja, 1996. i 1999. Zajedno s Vaughanom, Collinsom i Copelandom smatra se zaslužnim za oživljavanje bluesa 1980-ih.
Tijekom glazbene karijere surađivao je s mnogim poznatim glazbenicima: Ericom Claptonom, Tinom Turner, Johnom Leejem Hookerom i drugim, kako na njihovim albumima, tako i na turnejama.

## Diskografija
| - Who's Been Talkin'? (1980.) - Bad Influence (1983.) - False Accusations (1985.) - Showdown! (1985.) - Strong Persuader (1986.) - Don't Be Afraid of the Dark (1988.) - Midnight Stroll (1990.) - I Was Warned (1992.) - Shame + A Sin (1993.) - Some Rainy Morning (1995.) - Sweet Potato Pie (1997.) - Take Your Shoes Off (1999.) | - Shoulda Been Home (2001.) - Time Will Tell (2003.) - Twenty (2005.) - Live from Across the Pond (2007.) - Live at the BBC (2008.) - This Time (2009.) - Cookin' in Mobile (2010.) - Nothin But Love (2012.) - In My Soul (2014.) - 4 Nights of 40 Years Live (2015.) - Robert Cray & Hi Rhythm (2017.) - That's What I Heard (2020.) |

## Nagrade i priznanja
Cray je peterostruki osvajač nagrade Grammy, a 2011. primljen je u Blues Hall of Fame.

## Vanjske poveznice
- Službena stranica